# The Many Saints of Newark
The Many Saints of Newark ist ein US-amerikanischer Gangsterfilm von Alan Taylor. Der Film behandelt die Vorgeschichte der zwischen 1999 und 2007 ausgestrahlten HBO-Fernsehserie Die Sopranos.
Das Prequel sollte ursprünglich am 25. September 2020 in den US-amerikanischen und am 1. Oktober 2020 in den deutschen Kinos anlaufen, wurde allerdings wegen der COVID-19-Pandemie verschoben. Der Film hatte seine Premiere am 22. September 2021 beim Tribeca Fall Preview und erschien am 1. Oktober 2021 in den US-amerikanischen Kinos. In Deutschland folgte der Kinostart am 4. November 2021.

## Handlung
Newark, New Jersey – Gangsterbanden italienischer und afroamerikanischer Abstammung kämpfen während der 1960er-Jahre um die Vorherrschaft der kriminellen Unterwelt. Im Mittelpunkt der Geschichte steht der Mafia-Soldat Richard „Dickie“ Moltisanti von der berüchtigten, von „Johnny Boy“ Soprano gegründeten Soprano Crew, die Teil der in den 1950er-Jahren gegründeten DiMeo-Mafia-Familie ist.

## Entwicklung
Im März 2018 bestätigten New Line Cinema und Sopranos-Erfinder David Chase, dass in Zusammenarbeit mit Lawrence Konner ein Drehbuch für einen Sopranos-Film namens The Many Saints of Newark als Kino-Adaption verfasst wurde, welcher eine Vorgeschichte zur Serie erzählt und in den 1960er-Jahren angesiedelt ist.
Im Juli 2018 wurde Alan Taylor, der bereits neun Episoden der Serie inszenierte, offiziell als Regisseur für den Film bestätigt.
Der Schauspieler Alessandro Nivola wurde im November 2018 für den Film verpflichtet und erhielt die Hauptrolle zur Figur des Richard „Dickie“ Moltisanti, der laut Serie Mitte der 1970er-Jahre von einem korrupten Polizisten ermordet und später von seinem Sohn Christopher Moltisanti mit dem Tod des Polizisten gerächt wurde.
Jon Bernthal, Vera Farmiga, Corey Stoll und Billy Magnussen stießen im Januar des Jahres 2019 zum Cast hinzu. Wenige Tage später wurde bekannt, dass Michael Gandolfini, Sohn von James Gandolfini der den erwachsenen „Tony“ Soprano in der Serie spielte, die jüngere Version von „Tony“ Soprano spielen wird. Einen Monat später, im Februar 2019 wurde auch Ray Liotta für den Film verpflichtet.
Anfang März 2018 wurde ein erster Veröffentlichungstermin, datiert auf den 25. September 2020 und kurz darauf die für den Film verpflichteten Schauspieler John Magaro und Leslie Odom Jr. bekanntgegeben. Auch Michela De Rossi wurde noch im gleichen Monat für eine bisher unbekannte Hauptrolle verpflichtet.
Die Dreharbeiten zum Film begannen am 3. April 2019 in Brooklyn (New York City) und wurden im Mai 2019 nach Newark (New Jersey) verlegt. Der Set-Fotograf Barry Wetcher erklärte die Dreharbeiten am 13. Juni 2019 für beendet.
Aufgrund der COVID-19-Pandemie wurde die Veröffentlichung des Films verschoben und als neuer US-Starttermin zunächst der 12. März 2021 bekanntgegeben. Später erfolgte eine weitere Verschiebung auf den 24. September 2021. Ab demselben Tag sollte der Film außerdem für einen Monat ohne Aufpreis auf HBO Max verfügbar sein. In Deutschland war der Kinostart für den 23. September 2021 geplant, wurde aber erst auf den 1. Oktober 2021 und dann auf den 4. November 2021 verschoben.
Im Juni 2021 wurde der erste Trailer veröffentlicht, in welchem der Titel „The Many Saints of Newark – A Sopranos Story“ angegeben ist.

## Wiederkehrende Figuren

Serienlogo

Typisch für einen Prequel-Film, finden neben neu eingeführten Figuren auch bereits bekannte Charaktere der Sopranos, verkörpert durch neue Darsteller ihren Weg in den Film.
Anthony „Tony“ SopranoTony Soprano, in der Serie gespielt von James Gandolfini, ist der künftige Boss der fiktiven DiMeo-Mafia-Familie aus New Jersey und wird in The Many Saints of Newark als junger Erwachsener von Michael Gandolfini und als Kind von William Ludwig verkörpert.
Giovanni Francis „Johnny Boy“ SopranoTonys Vater Johnny ist der Gründer der Soprano Crew, die während der 1950er-Jahre Teil der DiMeo-Mafia-Familie wird. Jon Bernthal übernimmt im Film die Darstellung der Figur, die in der Serie von Joseph Siravo gespielt wurde.
Olivia „Livia“ SopranoDie Rolle von Tonys temperamentvoller Mutter im mittleren Erwachsenenalter, ursprünglich dargestellt von Nancy Marchand, wird von der Schauspielerin Vera Farmiga übernommen.
Corrado John „Junior“ SopranoTonys Onkel Junior, der in der Serie von Dominic Chianese verkörpert wurde und einen machtgierigen Mafioso der „alten Schule“ darstellt, wird im Film von Corey Stoll gespielt.
Peter Paul „Paulie Walnuts“ GualtieriTonys pingeliger und impulsiver Jugendfreund, der unter dessen Regime in den Rängen der Mafia aufstieg, in der Serie gespielt von Tony Sirico, wird in jüngeren Jahren von Billy Magnussen gespielt.
Peter „Beansie“ GaetaDer Pizzeria-Besitzer, der in der Serie von Paul Herman verkörpert wurde, wird in seinen jungen Jahren von Spenser Granese gespielt.
Arthur „Artie“ BuccoIn der Serie von John Ventimiglia gespielt, wird Tony Sopranos Jugendfreund und Restaurant-Besitzer als Kind im Film von Matteo Russo verkörpert.
„Chickie“ SassoIn einer Erinnerung von Tony Soprano wird sein Vater im Jahr 1967 zusammen mit seinem Onkel Corrado John „Junior“ Soprano und einem weiteren Mafioso, genannt Chickie Sasso, verhaftet. Letzterer ist mütterlicherseits ein Vetter von Tonys Vater und wird im Film von Danny Schoch dargestellt.

## Wiederkehrende Schauplätze

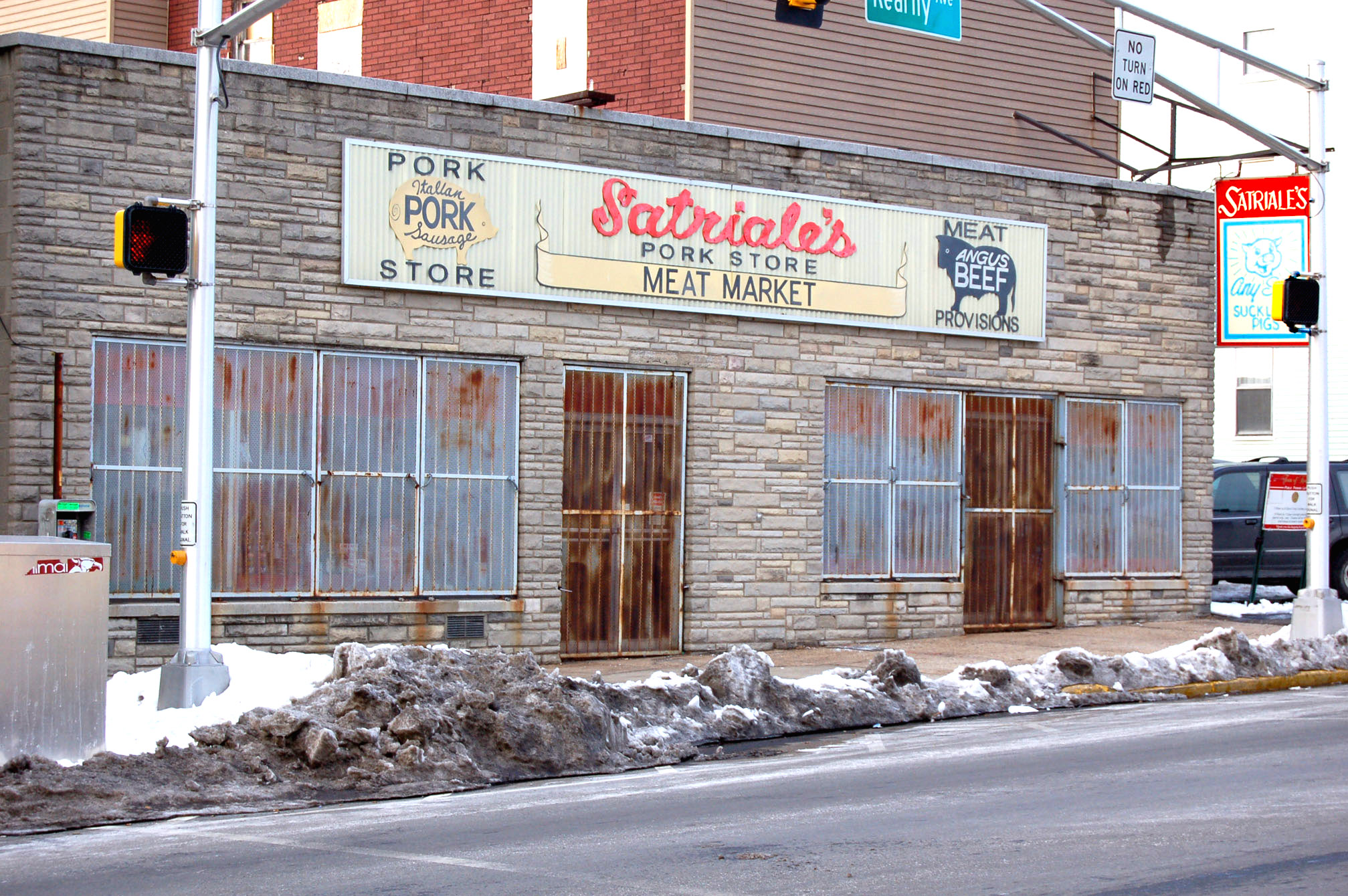
Satriale’s Pork Store in Kearny, New Jersey (2007)

Der fiktive Satriale’s Pork Store, ein regelmäßiger Treffpunkt der Soprano Crew, wurde in Paterson (New Jersey) für die Dreharbeiten zum Film nachgebildet, da das Originalgebäude unlängst abgerissen wurde.
Mit dem Restaurant Holsten’s Ice Cream Parlour and Eatery in Bloomfield (New Jersey), in dem die letzte Szene der letzten Episode zur Serie gedreht wurde, diente ein weiterer bekannter Schauplatz als Drehort.

## Kritik
Das Lexikon des internationalen Films vergibt zwei von fünf Sternen. Es bemängelt, dass der Film „uneinheitlich inszeniert“ sei und „die Faszination der Serie nicht einzufangen [vermag]“. Zudem sei die „Krimi-Spannung nur mäßig“.